# 꽃

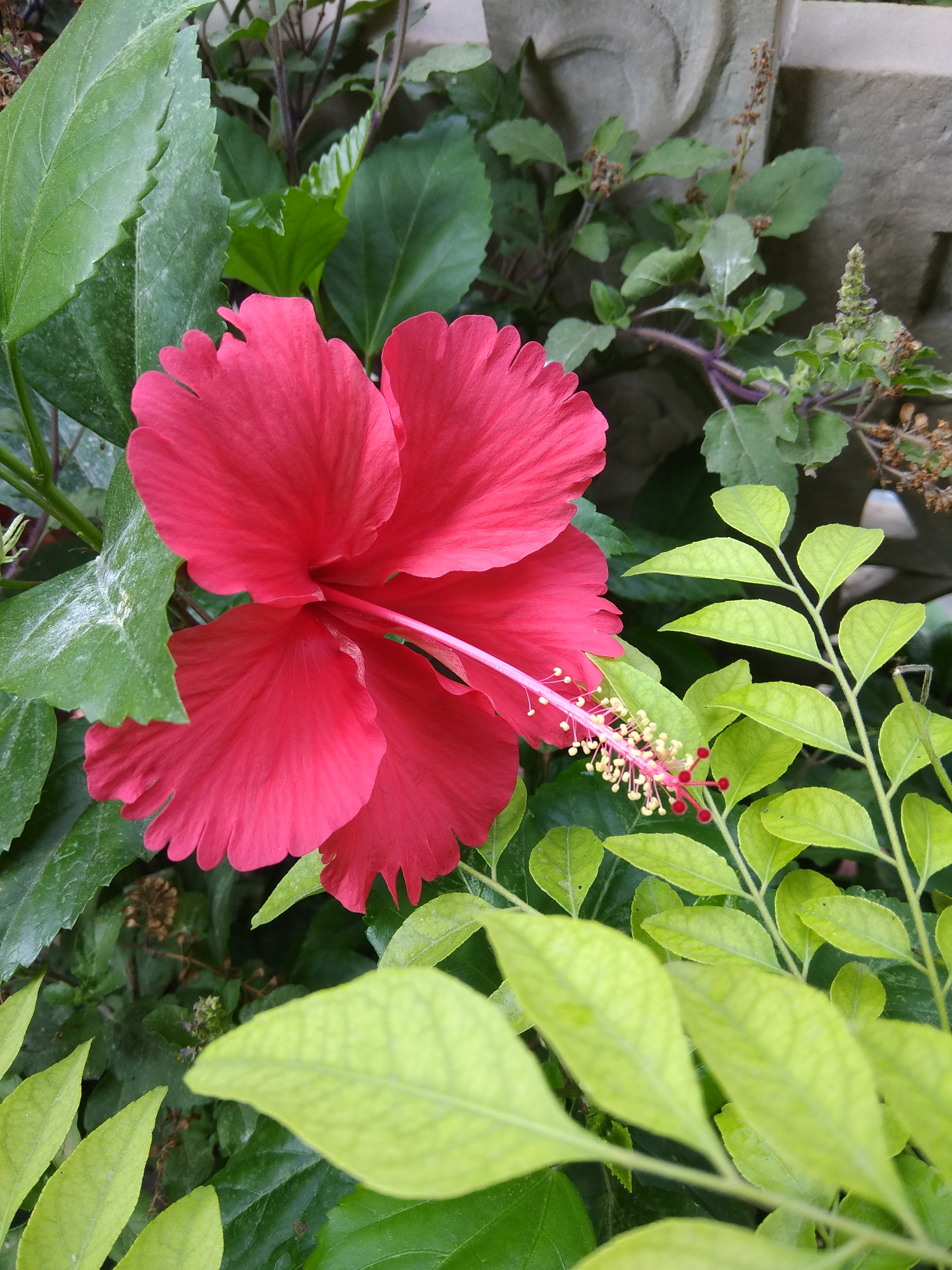

꽃은 식물에서 씨를 만들기 위해 번식 기능을 수행하는 생식 기관이다. 꽃을 형태학적으로 관찰하여 최초로 총괄한 사람은 식물계를 24강(綱)으로 분류한 린네였다. 그후 꽃은 식물분류학의 중요한 기준이 되었다.
꽃은 속씨식물(속씨식물과의 식물)에서 발견되는 생식 구조이다. 꽃은 성장 중인 꽃을 둘러싸고 보호하는 영양 기관, 즉 꽃받침의 조합으로 구성된다. 이 꽃잎은 꽃가루 매개자와 배우체(배우자)를 생성하는 생식 기관을 유인하며, 이는 꽃 피는 식물에서 배우체를 생성한다. 정자를 생성하는 수배우체(male gametophytes)는 꽃밥에서 생성된 꽃가루 안에 들어 있다. 암배우체(female gametophytes)는 난소에서 생성된 난자 내에 들어 있다.
대부분의 꽃식물은 서로 다른 꽃 사이에 꽃가루를 옮기기 위해 벌, 나방, 나비와 같은 동물에 의존하며, 밝은 색의 눈에 띄는 꽃잎, 매력적인 향기, 그리고 수분 매개자의 식량 공급원인 꽃꿀 생산 등 다양한 전략을 통해 이러한 수분매개자를 유인하도록 진화해 왔다. 이러한 방식으로 많은 꽃 피는 식물은 수분매개자와 함께 진화하여 서로에게 제공하는 서비스, 즉 식물의 경우 번식 수단에 상호 의존하게 되었다. 수분 매개자의 경우에는 음식의 원천이다.
꽃밥의 꽃가루가 암술머리에 쌓이는 것을 수분이라고 한다. 일부 꽃은 동일한 식물의 다른 꽃에서 꽃가루를 사용하여 씨앗을 생산하는 자가 수분을 할 수 있지만, 꽃가루가 같은 종의 다른 개체에 있는 한 꽃의 꽃밥에서 다른 꽃의 암술머리로 옮겨지는 경우 다른 꽃은 자가 수분을 방지하고 교차 수분에 의존하는 메커니즘을 가지고 있다. 자가수분은 수술과 심피가 동시에 성숙되는 꽃에서 이루어지며, 꽃가루가 꽃의 암술머리에 안착할 수 있는 위치에 있다. 이 수분은 수분 매개자에게 먹이로 꿀과 꽃가루를 제공하기 위해 식물의 투자를 필요로 하지 않는다. 일부 꽃은 수정 없이 분열포자를 생성한다(단위결과). 수정 후 꽃의 씨방은 씨앗이 들어 있는 열매로 발달한다.
꽃은 그 아름다움과 기분 좋은 향기로 오랫동안 높이 평가되어 왔으며, 종교적, 의례적, 상징적 대상, 약과 음식의 원천으로서 문화적 의미도 지니고 있다.

## 구조

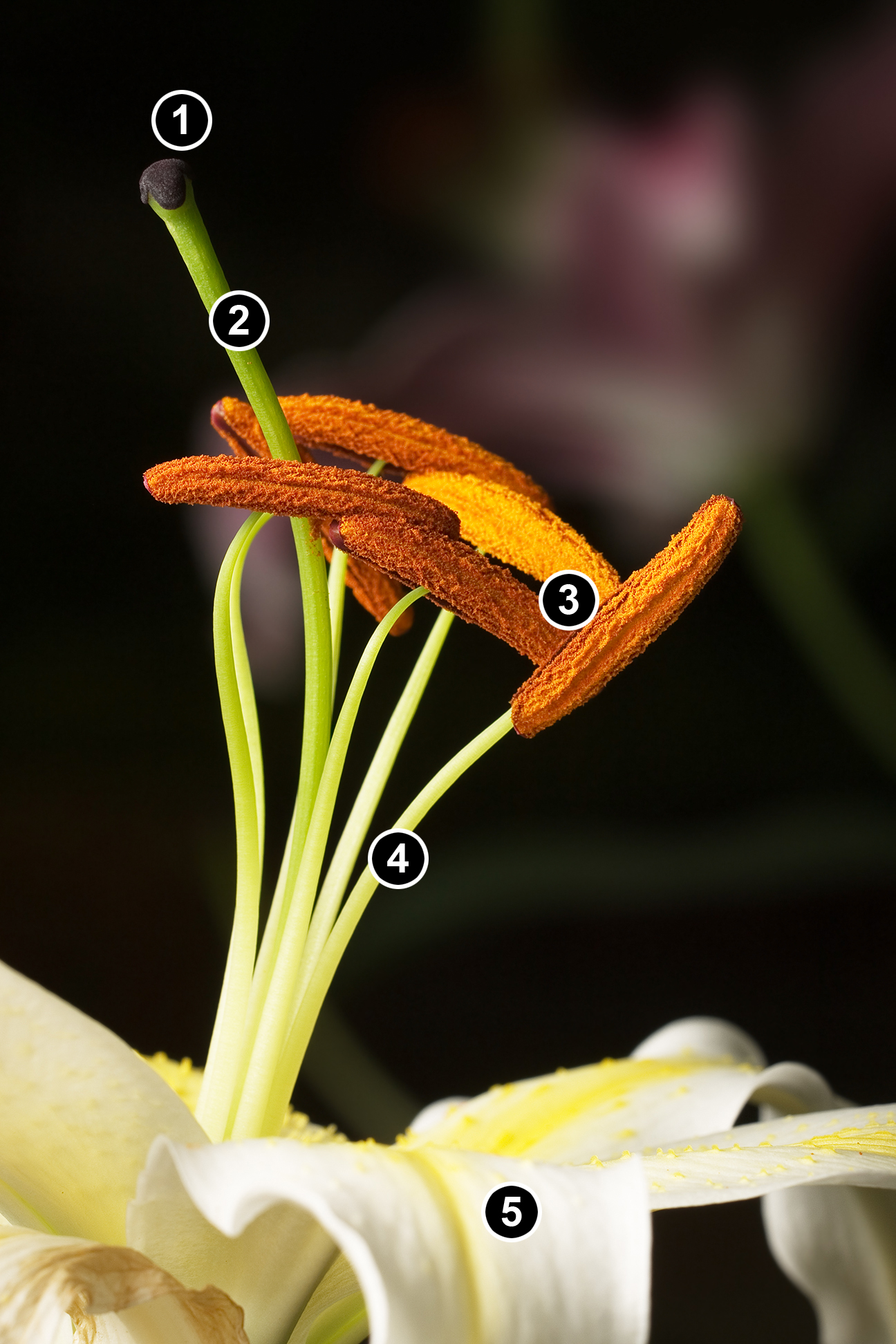
크리스마스 릴리(Lilium longiflorum)
① 암술머리
② 암술대
③ 수술
④ 꽃실
⑤ 꽃잎

### 꽃의 각 기관
꽃은 종자식물에서만 볼 수 있으며, 생식에 관계되는 부분과 관계되지 않는 부분이 모여 있는데, 크게는 꽃잎·꽃받침·암술·수술로 이루어져 있다고 할 수 있다.

#### 암술·수술
꽃의 중심에는 암술이 자리 잡고 있는데, 이 암술은 암술머리·암술대·씨방의 3부분으로 이루어져 있다. 이 중 암술머리는 암술의 가장 윗부분을 말하는데, 이 곳에서 수술의 꽃가루를 받아 수분(가루받이)이 이루어진다. 밑의 암술대는 암술머리와 씨방을 연결하여 주는 부분이며, 가장 아래쪽의 씨방에는 장차 씨가 될 밑씨가 들어 있다. 한편, 암술 주변에는 수술이 존재하고 있는데, 이것은 꽃가루를 만드는 주머니인 꽃밥(꽃가루 주머니)과 그것을 받치는 수술대로 구성되어 있다.

#### 꽃잎·꽃받침·꽃덮이
수술의 바깥쪽에는 암술과 수술을 싸고 있는 꽃잎들이 있는데, 이 낱낱의 꽃잎을 모두 합쳐 '꽃부리'라고 한다. 한편, 꽃잎 바깥쪽에는 여러 장의 조각으로 이루어진 꽃받침이 있다. 이들 꽃받침은 녹색을 띠며 잎을 소형화한 것 같은 모양으로 된 것이 많아 꽃잎과 뚜렷이 구별되지 않는 경우가 많다. 이와 같이, 서로 구별하기가 힘들 때는 이를 합쳐 '꽃덮이'라고 하며, 그 낱낱의 조각은 '꽃덮이조각'이라고 한다. 특히, 붓꽃처럼 꽃덮이가 안팎의 2줄로 되어 있을 때는 안꽃덮이, 바깥꽃덮이로 구별하는데, 이때 안꽃덮이는 꽃부리에, 바깥꽃덮이는 꽃받침에 해당한다. 그러나 꽃부리나 꽃받침의 어느 한쪽이 없는 경우에도 꽃덮이라고 한다.

#### 꽃턱·꽃자루·포엽
꽃의 각 기관이 붙어 있는 부분을 '꽃턱'이라고 하며, '꽃받기'란 꽃턱과 꽃자루를 잇는 연결부이다. 꽃턱에 이어져 꽃을 받치는 자루를 '꽃자루'라고 한다. 한편, 꽃봉오리를 싸서 보호하는 특수한 모양의 잎을 특히 '포엽(苞葉)'이라고 하는데, 일반적으로 꽃이 피면 떨어진다.

### 씨방의 위치
씨방은 식물의 종류에 따라 그 위치가 달라지는데, 즉 꽃잎과 꽃받침 아래에 있는 경우도 있고, 위에 있는 경우도 있으며, 그 중간에 있는 경우도 있다. 이것을 각각 '씨방 하위', '씨방 상위', '씨방 중위'라고 한다. 기관이 발생된 순서에서 보면, 이 중 씨방 상위가 꽃의 원형일 것으로 생각되며, 그 후에 2차적으로 씨방 중위, 씨방 하위가 나타난 것으로 생각되고 있다. 씨방 상위는 딸기꽃·참깨꽃·고추나물꽃·패랭이꽃·양귀비꽃·유채꽃·철쭉꽃·백합꽃 등에서, 씨방 중위는 채송화꽃·때죽나무꽃·바위취꽃·능소화꽃·쥐꼬리망초꽃·쇠비름꽃 등에서, 씨방 하위는 사과꽃·국화과의 꽃·도라지꽃·꼭두서니꽃·석산꽃·붓꽃 등에서 볼 수 있다.

### 심피와 태자리
'심피'는 속씨식물에 있어서 씨방이 되는 잎이다. 즉 1개 또는 여러 개의 잎이 밑씨를 둘러싸서 씨방이 되며, 여기서 암술대와 암술머리가 형성된다. 이 때, 씨방은 1장의 심피로 되어 있는 것과 여러 장의 심피가 합쳐져 이루어진 것이 있다. 태자리는 씨방 안에 밑씨가 생기는 것을 말한다.

## 종류
꽃들은 식물에 따라 그 크기, 빛깔, 모양이 가지각색이다. 그러나 그것들을 주의해서 보면 다양한 가운데서도 어떤 규칙성이 있음을 찾아볼 수 있다.

### 갖춘꽃·안갖춘꽃
앞에서 꽃은 크게 암술·수술·꽃잎·꽃받침으로 이루어져 있다고 하였는데, 이러한 4요소를 모두 가지고 있는 꽃을 '갖춘꽃(완전화)'이라 하며, 이중 어느 하나라도 가지고 있지 않은 꽃을 '안갖춘꽃'이라 한다. 벚꽃·복숭아꽃·살구꽃·배추꽃 등이 갖춘꽃이며, 오이꽃·호박꽃·배꽃 등은 안갖춘꽃이다.

### 민덮개꽃(무피화)·꽃덮이꽃(유피화)

#### 민덮개꽃
꽃은 생식을 목적으로 하는 기관이므로 생식에 직접 관련되는 부분이 중요하며 그 밖의 기관은 부속물에 지나지 않는다. 따라서, 암술·수술이 꽃에서 가장 중요한 기관이라고 할 수 있다. 그리하여, 식물 중에는 절대적으로 꼭 필요한 암술과 수술만으로 이루어진 종류도 있는데, 이들을 '민덮개꽃'이라고 한다, 여기에는 버드나무·삼백초·홀아비꽃대·계수나무 등이 속한다.

### 꽃덮이꽃
민덮개꽃에 대하여 꽃잎이나 꽃받침을 가진 꽃을 '꽃덮이꽃'이라고 하는데, 속씨식물의 대부분이 이에 속한다. 꽃덮이꽃은 다시 단피화(單皮花)와 양피화(兩皮花)로 나눌 수 있다.

#### 단피화
꽃덮이 중 꽃받침과 꽃잎의 어느 한쪽을 갖추지 못한 꽃이다. 뽕나무꽃·밤나무꽃·붓꽃·서향꽃 등이 여기에 속한다

#### 양피화
꽃덮이를 완전히 갖춘 꽃으로, 이것은 다시 '다른꽃덮이꽃(이피화)'과 '같은꽃덮이꽃(등피화)'으로 나뉜다. 다른꽃덮이꽃은 꽃받침이 녹색이고, 꽃잎은 녹색 이외의 여러 가지 빛깔인 꽃덮이꽃으로 양귀비꽃·평지꽃·벚꽃·제비꽃·완두꽃·백목련꽃·철쭉꽃·광대수염꽃·나팔꽃·용담꽃·도라지꽃·꼭두서니꽃·국화꽃 등이 그 예이다. 이에 비해, 같은꽃덮이꽃은 꽃받침과 꽃잎의 색깔이 서로 같은 꽃덮이꽃으로, 붓꽃·석산꽃·백합꽃 등이 알려져 있다. 이 밖에도, 쌍떡잎식물의 양피화는 꽃잎이 서로 붙어 있는 '통꽃'과 꽃잎이 각각 떨어져 있는 '갈래꽃'으로 나뉘는데, 나팔꽃·호박꽃·민들레는 통꽃에 해당하며, 복숭아꽃·벚꽃·완두꽃·배추꽃·무꽃 등은 갈래꽃에 속한다.

### 정제화·부정제화
꽃은 위와 같은 구별 외에 꽃덮이의 배열에 따라 구별되기도 한다. 즉, 같은 크기와 모양의 꽃덮이가 방사 대칭으로 배열하고 있는 꽃을 '정제화'라고 하는 데 비해, 꽃덮이의 모양과 크기가 같지 않고 또한 좌우 대칭으로 배열되어 있는 꽃은 '부정제화'라고 한다. 이 때, 정제화에는 다른꽃덮이꽃을 가진 것으로서 십자 모양(평지꽃·냉이꽃), 장미 모양(찔레꽃·매화나무꽃), 패랭이꽃 모양(패랭이꽃·미나리꽃), 백합 모양(백합꽃) 등이 있으며, 통꽃을 가진 것으로는 수레 모양(물망초꽃·토마토꽃·가지꽃), 굽이 달린 그릇 모양(앵초꽃·치자나무꽃), 종 모양(초롱꽃·용담꽃·은방울꽃), 깔때기 모양(메꽃·나팔꽃·철쭉꽃), 대롱 모양(엉겅퀴꽃·개쑥갓꽃·수리취꽃), 항아리 모양(감나무꽃·등대꽃) 등이 있다. 한편, 부정제화에는 갈래꽃을 가진 것으로서 나비 모양(완두꽃, 누에콩꽃), 제비꽃 모양(제비꽃·팬지꽃) 등이 있고, 통꽃을 가진 것으로는 입술 모양(광대수염꽃·광대나물꽃), 가면 모양(금어초꽃·해란초꽃), 두루주머니 모양(칼세올라리아), 혀 모양(민들레꽃, 씀바귀꽃) 등이 있다.

### 양성화·단성화·중성화

#### 양성화

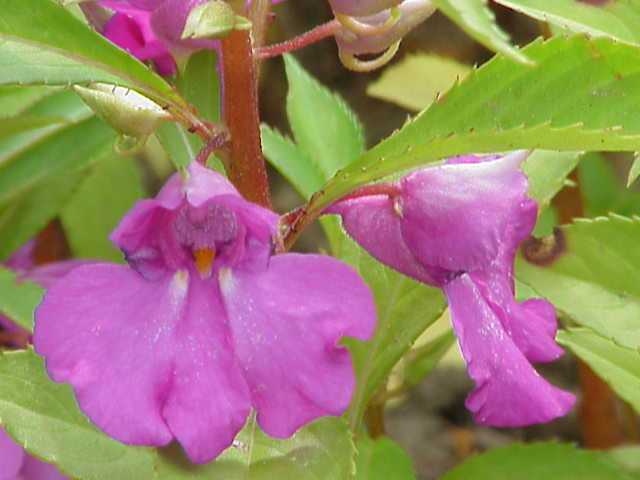
양성화 중에서 수술과 암술의 성숙기가 어긋나는 봉선화

한개의 꽃 속에 암술과 수술이 모두 있는 꽃을 '양성화(兩性花; 문화어: 두성꽃, 짝꽃)'라고 하며, 복숭아꽃, 벚꽃, 배추꽃, 튤립, 백합 등이 이에 속한다.

#### 단성화
대부분의 식물은 양성화를 갖고 있지만, 일부의 식물은 암술 또는 수술만으로 이루어진 '단성화(單性花)'를 갖기도 한다. 이러한 단성화는 다시 암꽃과 수꽃이 한 그루에 있는 '암수한그루(자웅동주)'와 각각 다른 그루에 있는 '암수딴그루(자웅이주, 이가화)'로 나눌 수 있다. 암수 한그루에는 오이·쐐기풀·흑삼릉·벗풀·옥수수·밤나무·졸참나무 등이 속하며, 암수 딴그루에는 식나무·버드나무·참마·시금치·소귀나무 등이 속한다.

#### 중성화
수국과 중에는 암술과 수술이 모두 퇴화해 버리고 꽃덮이만 남은 꽃이 있는데, 이것을 '중성화(中性化)' 또는 '무성화'라고 한다.

## 계절별 꽃

### 봄
개나리, 진달래, 벚꽃, 튤립, 철쭉, 목련, 유채꽃, 민들레, 산수유

### 여름
장미, 나팔꽃, 해바라기, 무궁화, 연꽃, 봉숭아, 접시꽃, 수국

### 가을
국화, 코스모스, 억새, 메밀꽃, 백일홍, 채송화

### 겨울
동백나무, 수선화, 군자란, 프리지아, 칼랑코에, 복수초

## 같이 보기
- 식물
- 꽃차례
- 꽃꽂이

### 참고 문헌
- 이 문서에는 다음커뮤니케이션(현 카카오)에서 GFDL 또는 CC-SA 라이선스로 배포한 글로벌 세계대백과사전의 내용을 기초로 작성된 글이 포함되어 있습니다.